# Uniwersytecki Szpital Kliniczny w Opolu

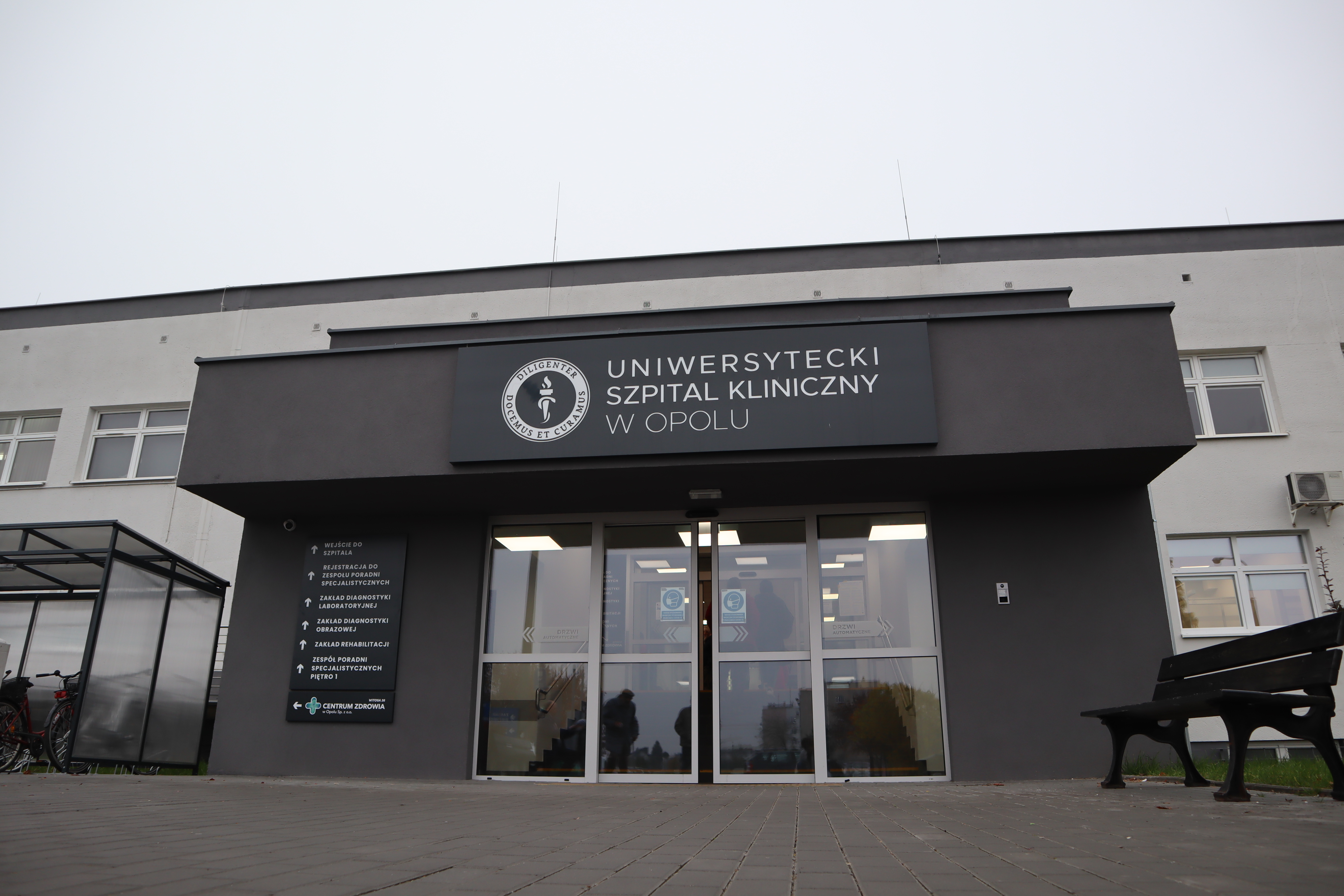
Wejście główne do USK w Opolu

Uniwersytecki Szpital Kliniczny w Opolu (USK w Opolu) – wielospecjalistyczny szpital kliniczny, ulokowany przy al. W. Witosa w Opolu, największy szpital w województwie opolskim, którego organem założycielskim od 2017 r. jest Uniwersytet Opolski.
Zarządzający szpitalem: dyrektor generalny Dariusz Madera. dyrektor ds. lecznictwa dr n. med. Andrzej Kucharski, dyrektor ds. ekonomicznych Aleksandra Gapińska, dyrektor ds. administracyjnych Marcin Miga, naczelna pielęgniarka Maria Grzeczna.

## Historia
- 1980 r. - rozpoczęcie budowy szpitala przy al. W. Witosa w Opolu jako inwestycji centralnej, realizowanej przez Wojewódzki Zakład Obsługi Inwestycyjnej Służby Zdrowia, który został powołany przez Wydział Zdrowia Urzędu Wojewódzkiego w Opolu.
- 1991 r. - utworzenie Szpitala Wojewódzkiego, który kontynuował budowę nowego kompleksu szpitalnego w Opolu.
- 1997 r. (1 sierpnia) - na bazie Wojewódzkiego Szpitala Zespolonego w Opolu przy ul. Kośnego 53 i Szpitala Wojewódzkiego przy al. W. Witosa 26 w Opolu utworzono Samodzielny Publiczny Zakład Opieki Zdrowotnej o nazwie Wojewódzkie Centrum Medyczne z siedzibą w Opolu.
- 2017 r. (czerwiec) - przekazanie przez Urząd Marszałkowski Województwa Opolskiego Publicznego Samodzielnego Wojewódzkiego Centrum Medycznego w Opolu Uniwersytetowi Opolskiemu[1] w związku z rozpoczęciem w Opolu kształcenia na kierunku lekarskim[2]. 9 czerwca marszałek województwa opolskiego Andrzej Buła i rektor UO JM prof. dr. hab. Marek Masnyk podpisali porozumienie w sprawie przekazania WCM. 14 czerwca podpisano akt notarialny[3]. 19 czerwca UO zmienił statut i nadał szpitalowi nazwę Uniwersytecki Szpital Kliniczny w Opolu.

## Działalność USK w Opolu

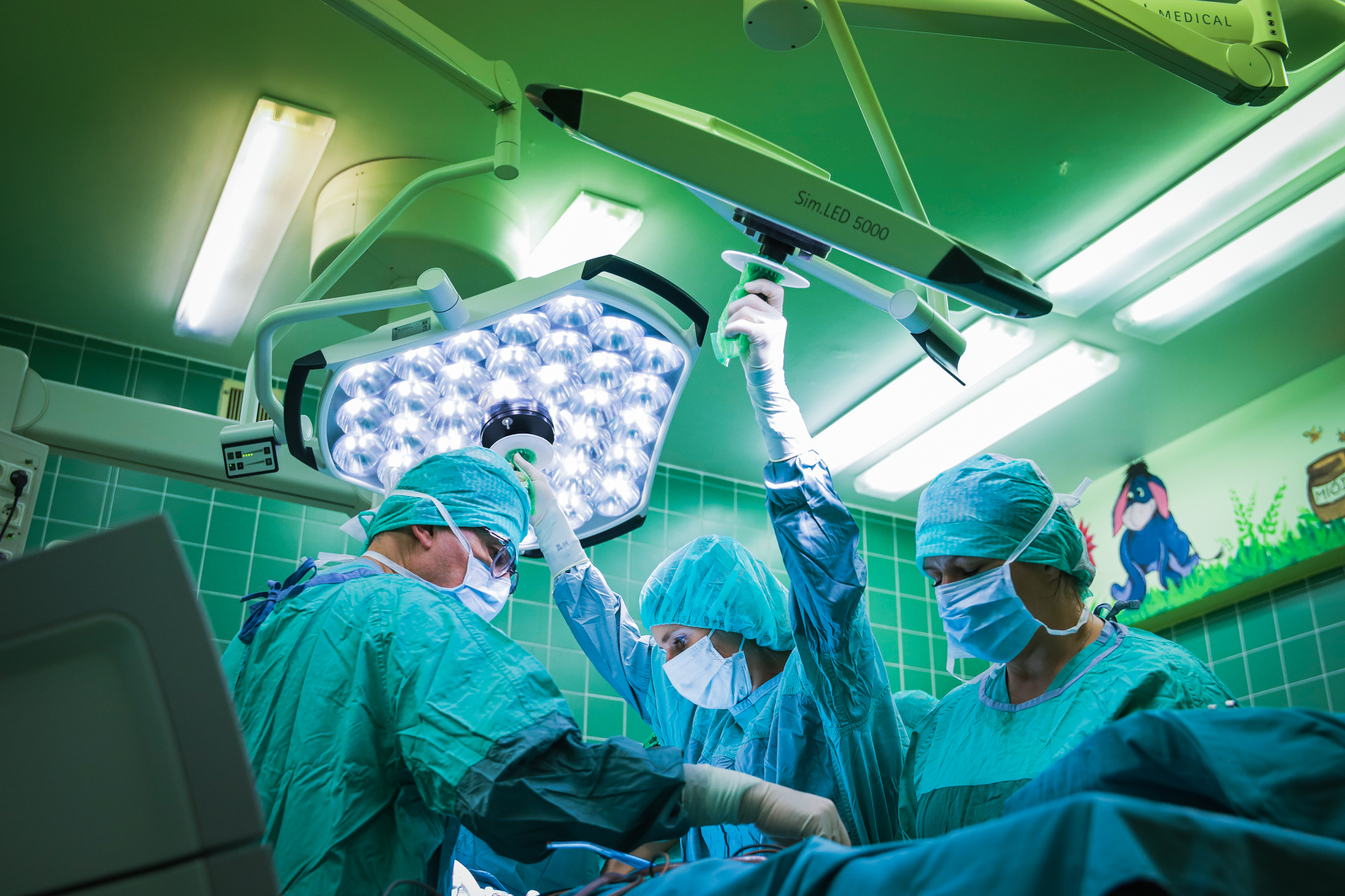
Zabieg na sali chirurgii dziecięcej, blok operacyjny USK w Opolu

Zgodnie ze statutem, celami szpitala jest:
- zapewnienie całodobowej opieki medycznej, także w trybie ostrodyżurowym, głównie dla mieszkańców województwa opolskiego i ościennych,
- kształcenie studentów Wydziału Lekarskiego i Wydziału Nauk o Zdrowiu Uniwersytetu Opolskiego,
- prowadzenie badań naukowych w obszarze medycyny i nauk o zdrowiu w oparciu o Centrum Naukowo-Badawcze USK w Opolu,
- promocja zdrowia.

Na terenie kompleksu szpitalnego znajduje się całodobowe lądowisko dla śmigłowców Lotniczego Pogotowia Ratunkowego.

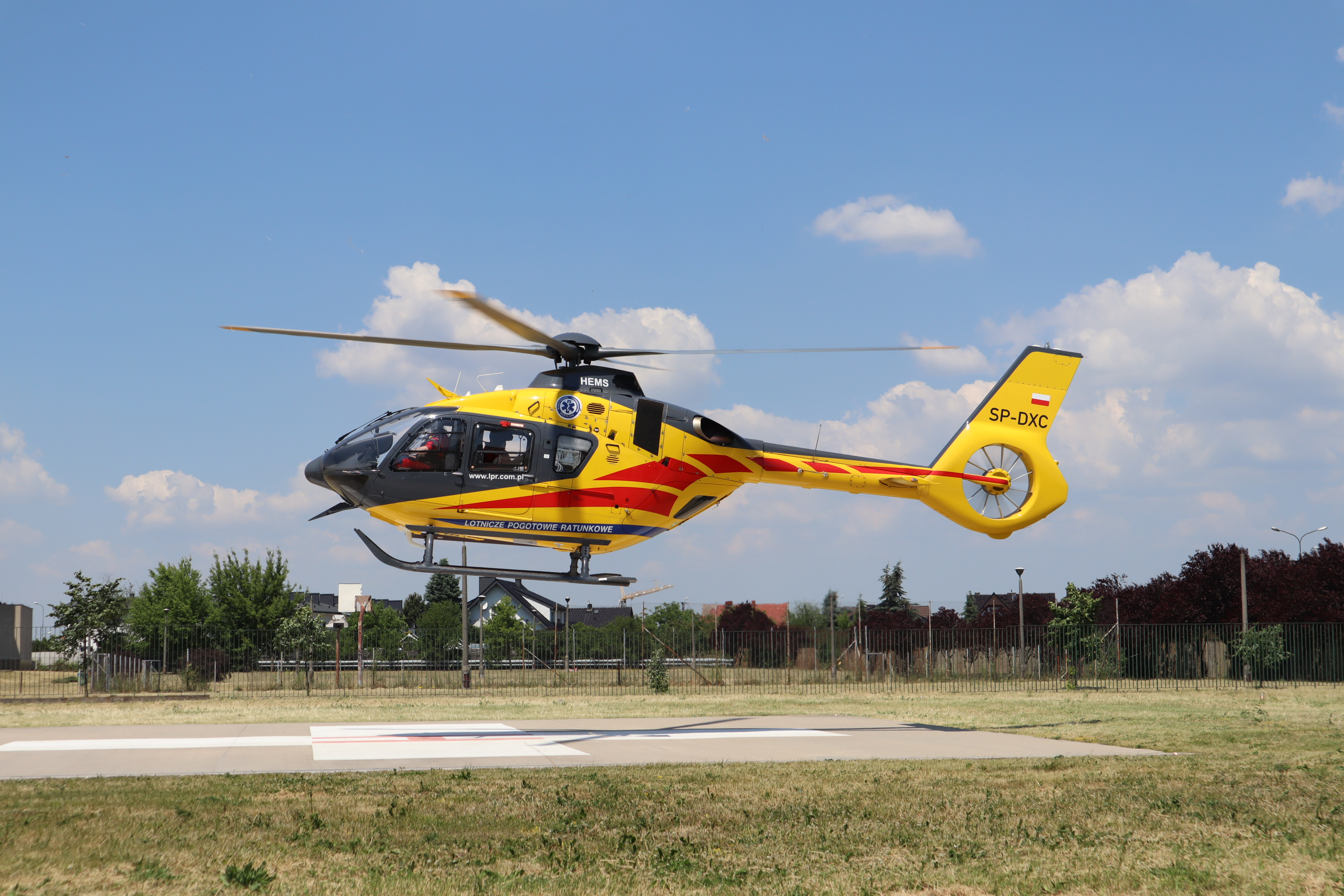
Śmigłowiec LPR na lądowisku USK w Opolu

USK w Opolu prowadzi jedyne w województwie opolskim centrum urazowe i Regionalne Centrum ECMO.
W jednym z budynków USK w Opolu działa też poradnia Podstawowej Opieki Zdrowotnej "Centrum Zdrowia" w Opolu.
W związku z pojawieniem się pandemii koronawirusa SARS-CoV-2 od 27 grudnia 2020 r. do 31 marca 2022 r. USK w Opolu prowadził Tymczasowy Szpital COVID-19 w Opolu w zaadaptowanym na potrzeby placówki medycznej Centrum Wystawienniczo-Kongresowym w Opolu.

## Struktura USK w Opolu
- oddziały ostrozabiegowe i zachowawcze,Sale pacjentów Oddziału Pediatrii USK w Opolu
- poradnie specjalistyczne,

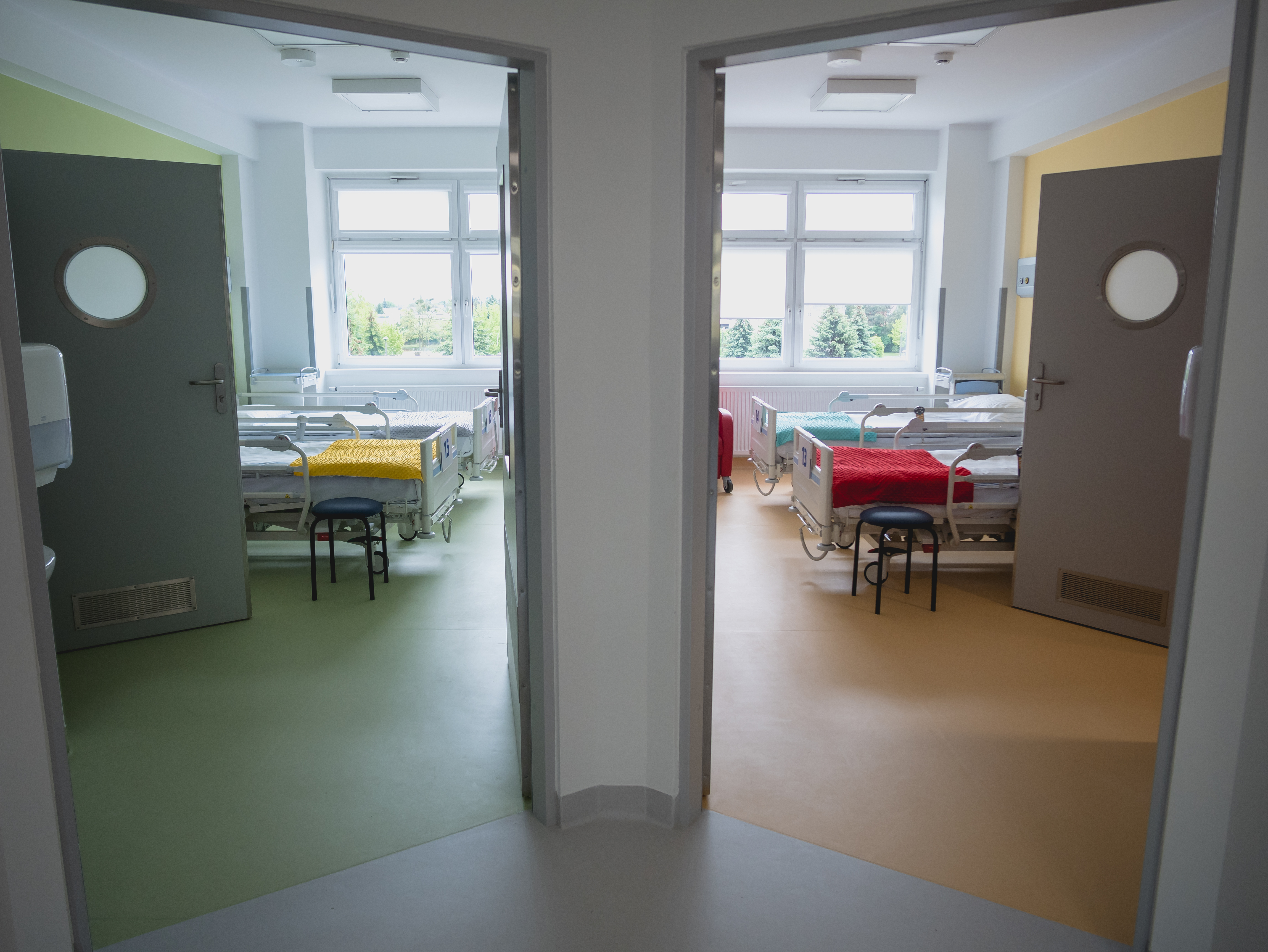
Sale pacjentów Oddziału Pediatrii USK w Opolu

- zakłady i pracownie diagnostyczne,
- centrum urazowe,
- Regionalne Centrum ECMO,
- punkt Nocnej i Świątecznej Opieki Zdrowotnej,
- Centrum Naukowo-Badawcze.

## Centrum Naukowo-Badawcze USK w Opolu

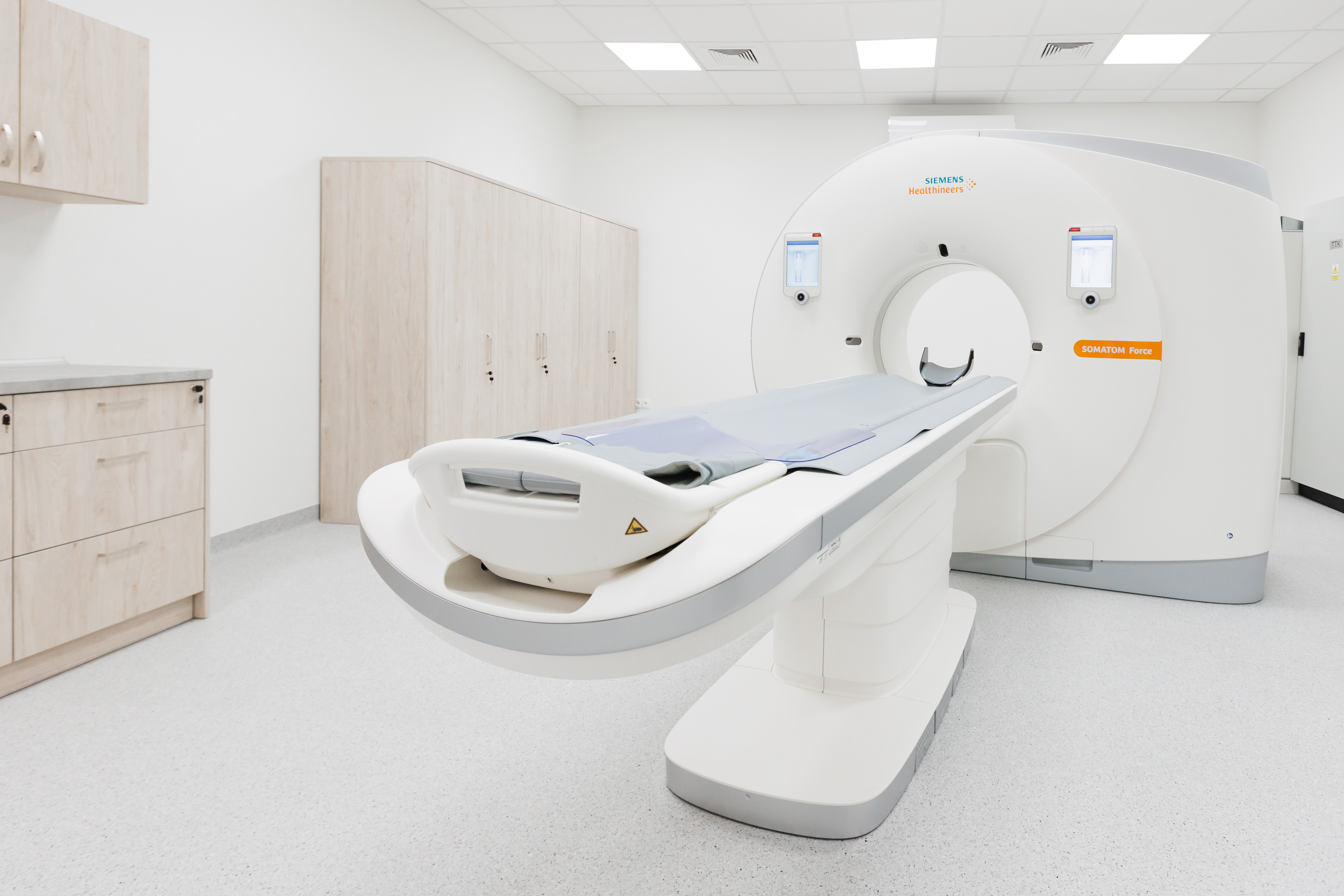
Pracownia Tomografii Komputerowej w Centrum Naukowo-Badawczym USK w Opolu

Centrum Naukowo-Badawcze USK w Opolu - uruchomione w 2022 r., ma za zadanie realizację i wsparcie komercyjnych i niekomercyjnych badań klinicznych i implementację ich wyników do gospodarki.
W skład CNB USK w Opolu wchodzą:
- Uniwersyteckie Centrum Wsparcia Badań Klinicznych, działające w ramach ogólnopolskiej sieci utworzonej przez Agencję Badań Medycznych,
- Centrum Badań i Innowacji w chorobach cywilizacyjnych: sercowo-naczyniowych i kręgosłupa.